# Lupulona

Fórmula topològica de la lupulona

Una lupulona és una cetona d'una família de compostos químics derivats de la lupulina, que es presenta de manera natural a les pinyes femenines del llúpol. Són la lupulona, la colupulona i l'adlupulona.
La seva contribució al sabor de la cervesa és menor que els alfa àcids a causa de la seva baixa solubilitat en el most de cervesa. A diferència dels àcids alfa, no pot isomeritzar en la cocció del most de cervesa. Tanmateix, les lupulones poden oxidar-se a causa de condicions de mal emmagatzematge o envelliment del llúpol donant lloc a les hulupones, que sí que aporten amargor a la cervesa.
La lupulona possiblement podria contribuir contra certs tipus de càncer. Com bacteriostàtic, les lupulones es consideren una alternativa antibiòtics en la indústria agroalimentària.